# Parc Anne-Frank
Le parc Anne-Frank est une base de loisirs située à Somain, dans le Nord, en France. Il vient succéder au patronage Anne-Frank, situé à un kilomètre, et fermé quelques années auparavant.
Une fête s'y déroule chaque année début juillet. Des toboggans sont ajoutés en 2021.

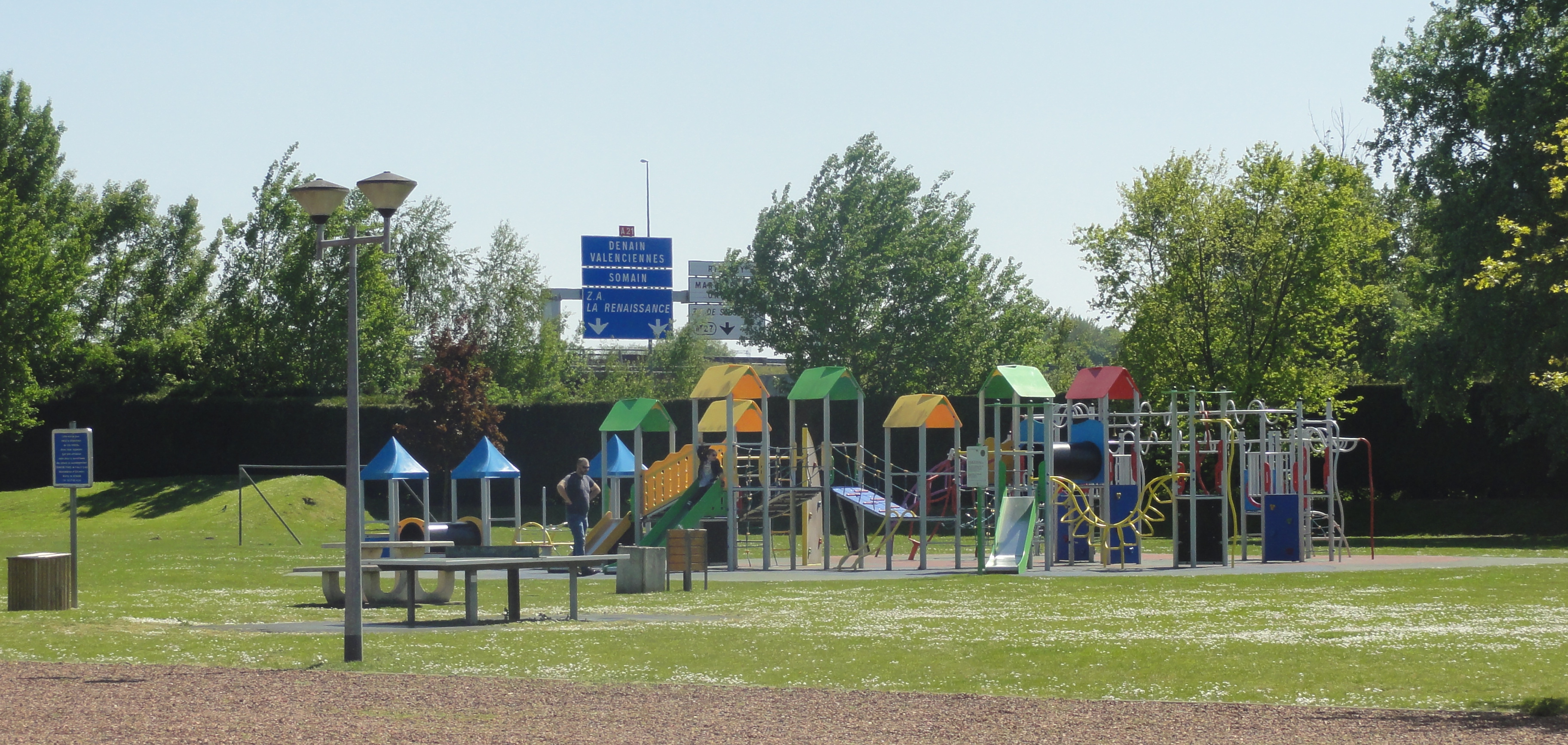
Une aire de jeux.
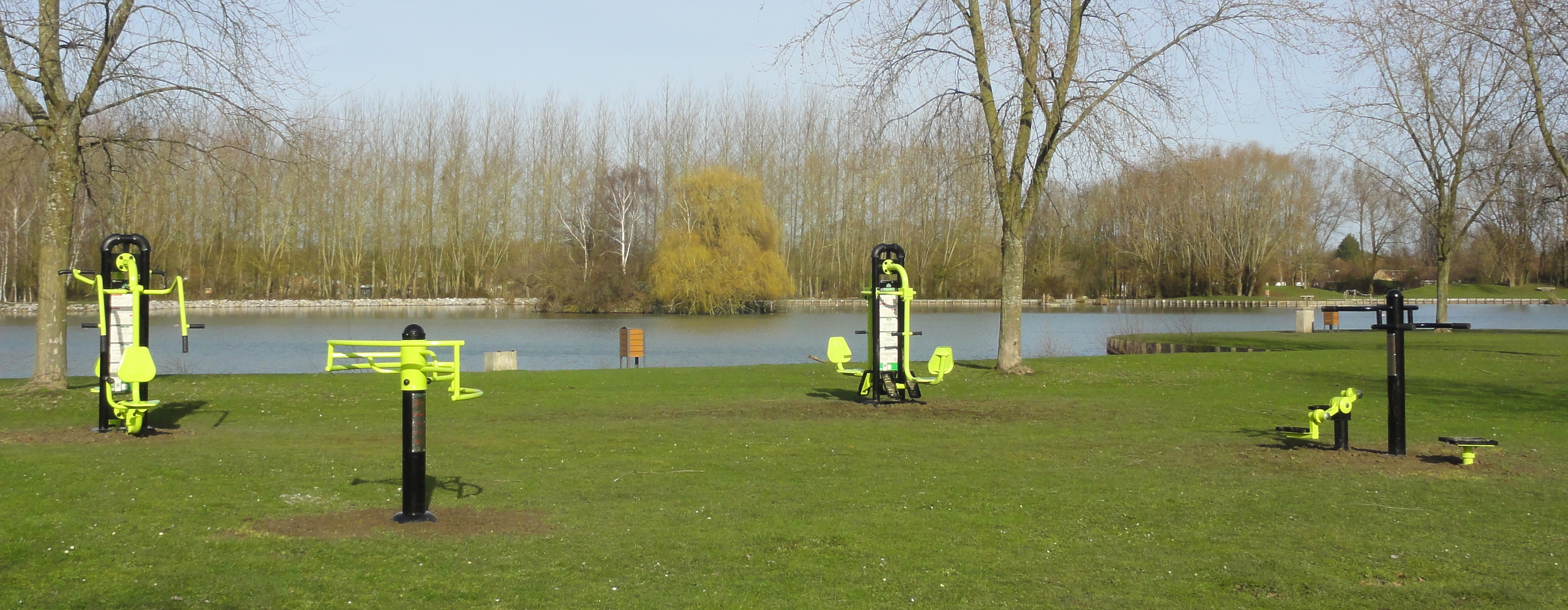
L'espace fitness.
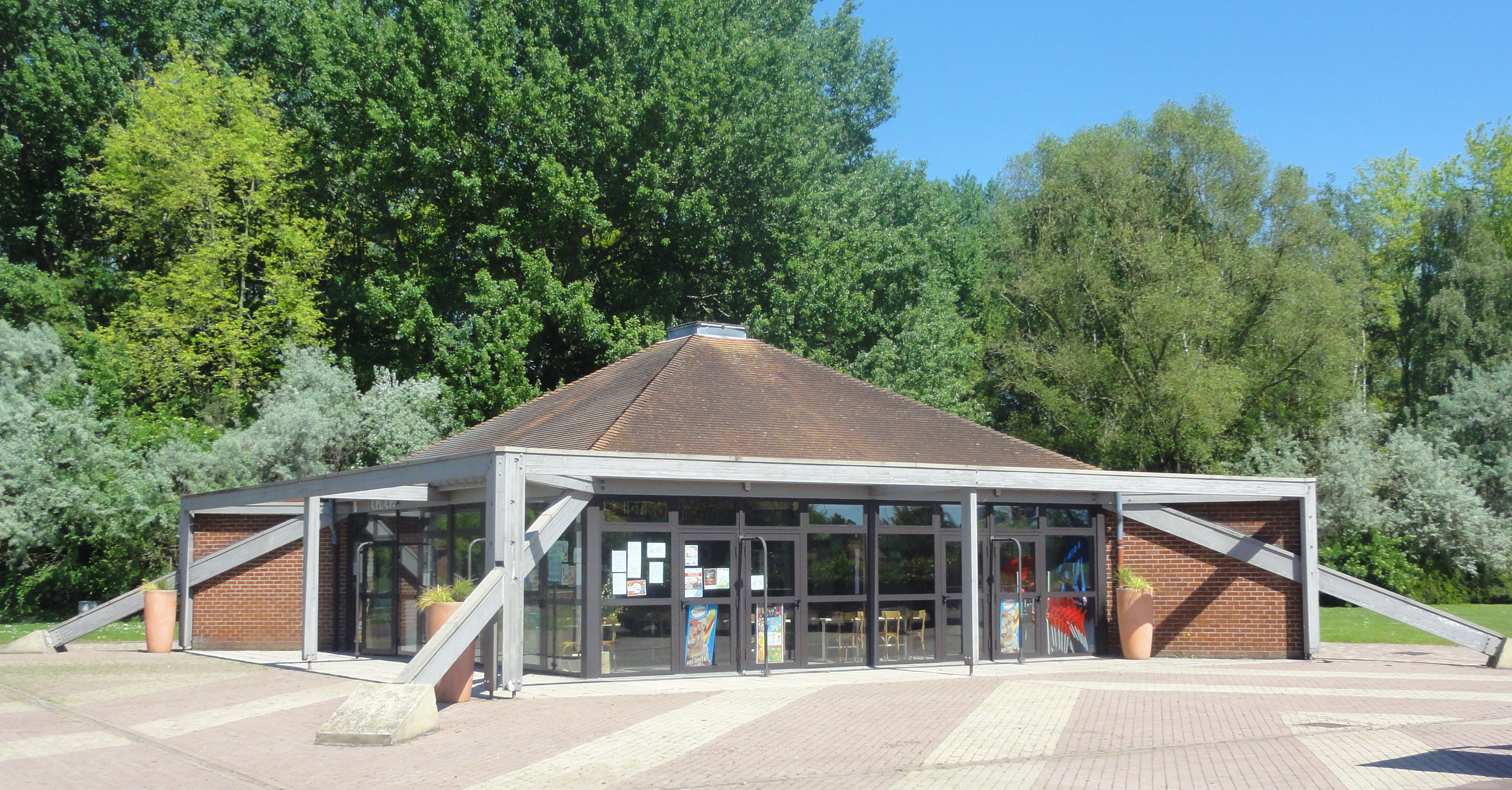
La buvette.